# Alsószentiván
Alsószentiván (hongrois : Alsószentiván [ˈɒlʃoːsɛntivɑːn]) est une localité hongroise située dans le comitat de Fejér.

## Site et localisation

### Géologie et géomorphologie
Alsószentiván est une localité située dans le sud du comitat de Fejér, dans la région de Dél-Mezőföld, au sein du massif de Paksi-rög.
La localité est implantée sur une région de collines loessiques fortement fragmentées, à une altitude moyenne de 130 mètres. Ces formations de loess se sont accumulées pendant la période glaciaire, il y a environ 10 à 12 000 ans, atteignant par endroits une épaisseur de 20 à 30 mètres. Déposées par le vent, elles ont ensuite été morcelées par des processus tectoniques, donnant naissance au réseau dense et profond de vallées qui caractérise aujourd'hui le paysage local.

## Histoire
L'histoire d'Alsószentiván remonte à la préhistoire, grâce à ses conditions naturelles favorables à l'installation humaine. Les précipitations y étaient généralement suffisantes pour l'agriculture, bien que des périodes de sécheresse aient pu survenir. La fertilité des sols, la pureté de l'air et des sources ainsi que l'abondance des forêts, offrant bois, combustible, fruits sauvages et gibier, ont attiré les premiers habitants.
Des traces de peuplement ont été découvertes en deux endroits : en 1957, une hache en pierre a été trouvée près des jardins de la rue Béke, à l'emplacement d'un ancien lac, le Csányi-tó, qui couvrait autrefois plus d'un kilomètre carré. D'autres vestiges ont été retrouvés sur les dunes de sable orientales du Tóház, aujourd'hui disparues.
L'Antiquité a laissé des traces de plusieurs peuples sur le territoire d'Alsószentiván. Un peuple inconnu est à l'origine des labyrinthes et cavernes de la région, connus sous le nom de Bújólik. D'après les archives, les habitants de la localité s'y réfugièrent lors de l'invasion mongole et n'en sortirent qu'à la demande du roi Béla IV de Hongrie. Les Oravisques, un peuple de pasteurs-guerriers, sont mentionnés dans les chroniques romaines, et leurs tumulus funéraires, principalement destinés à leurs chefs, sont encore visibles aujourd'hui. À la fin du XIXe siècle, 41 de ces tombes ont été fouillées. Les Celtes ont également laissé des traces, notamment des urnes funéraires, des récipients alimentaires et des fragments d'armes en métal. Leur nécropole se trouve au carrefour des rues Béke et Honvéd.
L'occupation romaine est attestée par de nombreux vestiges, dont le monument funéraire de Bátó et de son compagnon, accompagné de sculptures et de monnaies romaines. Selon les historiens locaux, un poste fortifié protégeant le passage de Dunaföldvár se trouvait dans la localité, le long de la deuxième ligne de défense du limes romain. Un camp romain d'environ un kilomètre carré servait vraisemblablement à la surveillance du limes.
La première mention écrite d'Alsószentiván date de 1323, sous le nom de Szentiván. À l'époque, la localité comprenait deux parties : la zone nord, d'abord appelée Felsőszentiván, puis renommée Középszentiván pour éviter toute confusion avec un autre Felsőszentiván situé près d'Aba, et la zone sud, Alsószentiván. Ces deux entités fusionnèrent au XVIIIe siècle, donnant naissance au nom officiel d'Alsószentiván. Le toponyme fait référence à Saint Jean-Baptiste, que les peuples slaves de la région appelaient Szent Iván avant la conquête hongroise.
À proximité d'Alsószentiván se trouvait l'ancien village de Zedreg, une colonie de Petchénègues dont le nom dérive des nombreux mûriers (szeder) présents dans la région. Durant la période Modèle:Árpádienne, le village était connu pour son église, mais il fut entièrement détruit pendant les invasions ottomanes. Le site est aujourd'hui occupé par un cimetière.
Durant les conflits contre les Ottomans et les Autrichiens, Alsószentiván connut plusieurs périodes de dépeuplement. Après l'abandon du village par les Petchénègues, il fut reconstruit sous l'occupation ottomane par des colons serbes, avant d'accueillir des paysans hongrois à partir du XVIIIe siècle. Les terres fertiles firent l'objet de nombreux conflits entre familles nobles, notamment les Farkas, Paksy, Lendvay, et plus tard les Szluha, qui devinrent les principaux propriétaires terriens.
L'éducation fut organisée à partir de 1860 avec une école catholique sous la tutelle du curé de Vajta, mais faute de moyens, une nouvelle école publique fut fondée en 1879. En 1909, sous l'impulsion de Pál Koller, une nouvelle école fut construite, toujours en activité aujourd'hui.
Alsószentiván était déjà un site religieux à l'époque árpádienne, mais la paroisse actuelle remonte à la fin du XVIIe siècle et au début du XIXe siècle. En 1747, un inventaire épiscopal mentionne la localité sous le nom de Praedium Szent Ivány, une annexe de Vajta. L'église actuelle fut construite en 1774 sous le vocable de Sainte Anne.
Lors de la Première Guerre mondiale, 107 habitants furent mobilisés, dont 28 perdirent la vie au combat. Entre les deux guerres, la majorité de la population travaillait dans l'agriculture, soit sur ses propres terres, soit comme ouvriers sur le domaine des Szluha.
Pendant la Seconde Guerre mondiale, la localité servit de base aux troupes soviétiques contre l'armée allemande. Les habitants furent temporairement évacués au printemps 1945. Après la guerre, la réforme agraire permit à 200 familles d'acquérir des terres. L'ancien château Szluha fut transformé en chapelle dédiée à la Reine du Monde en 1946. En 1950, il accueillit une réplique de la statue de Notre-Dame de Fátima, et le site devint un lieu de pèlerinage annuel.
Après l'échec de la Révolution hongroise de 1956, les terres furent collectivisées, donnant naissance à la coopérative agricole Arany János.
De 1978 à 1990, Alsószentiván fut fusionnée avec Alap, ce qui entraîna une baisse démographique, la disparition des fermes et la fermeture de l'école primaire. Redevenue autonome, la localité rouvrit son école en 1999, fusionnée avec l'école maternelle sous le nom d'École et Jardin d'Enfants IV. Béla.
Des travaux d'infrastructure ont été réalisés, incluant le raccordement au gaz, à l'eau et aux télécommunications, mais Alsószentiván ne dispose toujours pas de réseau d'assainissement. Parmi les projets futurs figurent l'agrandissement de l'école avec de nouvelles salles de classe et un gymnase, ainsi que l'amélioration des routes et du réseau électrique rural.

## Population

### Minorités culturelles et religieuses
Lors du recensement de 2011, 78 % des habitants se déclaraient hongrois et 0,9 % Roms, tandis que 22 % n'ont pas répondu à la question. En raison des déclarations d'identités multiples, le total peut dépasser 100 %.
Concernant l'appartenance religieuse, 55,7 % des habitants se déclaraient catholiques romains, 10,4 % réformés, 0,2 % grecs-catholiques, et 9,3 % sans affiliation religieuse, tandis que 24,2 % n'ont pas répondu.
En 2022, 94 % des habitants se déclaraient hongrois, 2,6 % roms et 2,5 % d'une autre nationalité non autochtone, tandis que 6 % n'ont pas répondu. En raison des identités multiples, le total peut dépasser 100 %.
Concernant la répartition religieuse, 48,1 % se déclaraient catholiques romains, 9,8 % réformés, 0,4 % évangéliques, 0,4 % grecs-catholiques, 0,2 % appartenant à une autre confession chrétienne et 0,6 % à une autre confession catholique. 15,1 % se déclaraient sans affiliation religieuse, tandis que 25,5 % n'ont pas répondu.

## Équipements

### Réseaux extra-urbains
La localité est traversée par la route principale 61 (notamment par les rues Rákóczi et Béke). À la sortie du village, cette route donne naissance à la route secondaire 6223, qui mène à Sárbogárd en passant par Alap et Sárszentmiklós.
Alsószentiván est un village-rue à embranchements, formé à partir d'anciens pusztas (hameaux isolés). Ses localités voisines sont Alap (à 3 km) et Előszállás (à 8 km). Parmi les villes plus importantes, Dunaújváros se situe à 30 kilomètres et Székesfehérvár à 55 kilomètres.

## Patrimoine urbain
L'ancien château Szluha (Szluha-kastély) est aujourd'hui un lieu de pèlerinage dédié à Notre-Dame de Fátima.

## Personnalités liées à la localité
Parmi les personnalités liées à la localité, on compte Péter Szentiványi (1926–2018), un sélectionneur de plantes spécialisé dans l'amélioration du noyer. Il adopta son nom en référence à Alsószentiván et est notamment connu pour avoir popularisé la variété de noix Szentiváni.